# Montagna-le-Templier
Montagna-le-Templier är en kommun i departementet Jura i regionen Bourgogne-Franche-Comté i östra Frankrike. Kommunen ligger i kantonen Saint-Julien som tillhör arrondissementet Lons-le-Saunier. År 2018 hade Montagna-le-Templier 99 invånare.

## Befolkningsutveckling
Antalet invånare i kommunen Montagna-le-Templier
Referens:INSEE